# Лешки
Лешки (изписване до 1945 година: Лѣшки; на македонска литературна норма: Лешки) е село в източната част на Северна Македония, част от Община Кочани.

## География
Селото е разположено на около 17 километра северно от град Кочани, високо в Осоговската планина.

## История
В XIX век Лешки е българско село в Кочанска кааза на Османската империя. Според статистиката на Васил Кънчов („Македония. Етнография и статистика“) от 1900 година Лѣшки има 144 жители, всички българи християни.
Според патриаршеския митрополит Фирмилиан в 1902 година в Лешке има 16 сръбски патриаршистки къщи. Според Христо Силянов след Илинденското въстание в 1904 година цялото село минава под върховенството на Българската екзархия, но по данни на секретаря на екзархията Димитър Мишев („La Macédoine et sa Population Chrétienne“) през 1905 година в селото (Lechki) има 144 жители патриаршисти сърбомани. Според секретен доклад на българското консулство в Скопие всичките 21 къщи в селото през 1904 година под натиска на сръбската пропаганда в Македония признават Цариградската патриаршия, но след Младотурската революция от 1908 година се връщат към Българската екзархия.
При избухването на Балканската война в 1912 година трима души от Лешки са доброволци в Македоно-одринското опълчение.
Според преброяване от 2002 в селото има 17 домакинства с 35 къщи.

## Личности
Родени в Лешки
- Димитър Янков (1848 – ?), македоно-одрински опълченец, каменоделец, 2 рота на Кюстендилската дружина[8]
- Илия Паунов (1852 – ?), македоно-одрински опълченец, каменоделец, 2 рота на Кюстендилската дружина[9]
- Мите Паунов (1857 – ?), македоно-одрински опълченец, каменоделец, 2 рота и Нестроева рота на 7 кумановска дружина[10]